# Danelectro

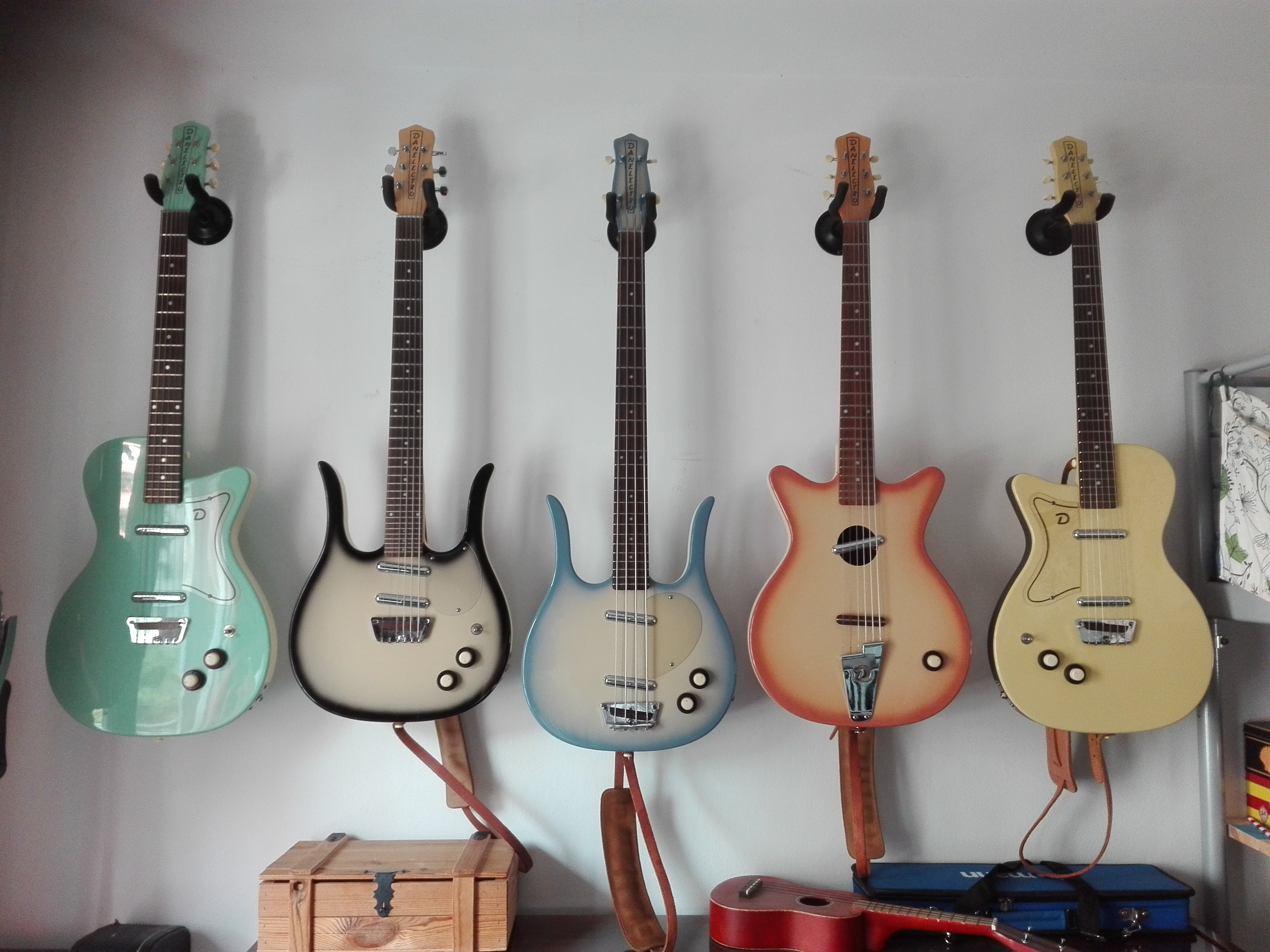
Een aantal Danelectro-gitaren en -basgitaren

Danelectro is fabrikant van muziekinstrumenten en accessoires, gespecialiseerd in gitaren, basgitaren, versterkers en effectenpedalen.
Danelectro wordt in 1947 opgericht door Nathan Daniel. Zijn doel was om betaalbare gitaren te produceren. Dat deed hij door op verschillende onderdelen te besparen (geschroefde halzen in de plaats van gelijmde en een brug zonder afstelmogelijkheden). Nathan Daniel was een uitvinder die dankzij zijn innovativiteit zorgde voor een mijlpaal in de geschiedenis van de (betaalbaar geworden) gitaar.
Zijn gitaren die via postorderbedrijven werden verkocht waren zeer herkenbaar door de aparte vormen en het 'lipstick' element. Lipstick elementen zijn een variatie op traditionele enkelspoels elementen, die in een lippenstiftbehuizing lijken te zijn gestopt. Een hardnekkige mythe is dan ook dat de originele danelectro elementen in een restpartij lippenstifthulzen werden behuisd. Dit is echter niet waar. De behuizingen hebben alleen veel uiterlijke overeenkomsten met lippenstifthulzen. Ook typisch was dat de body’s van Danelectro gitaren van hardboard werden gemaakt. De levensduur van Danelectro’s leed daar wel onder; het boardhout ging gemakkelijk kapot onder de spanning van de snaren. In 1969 sloot Danelectro de deuren.

## Heden

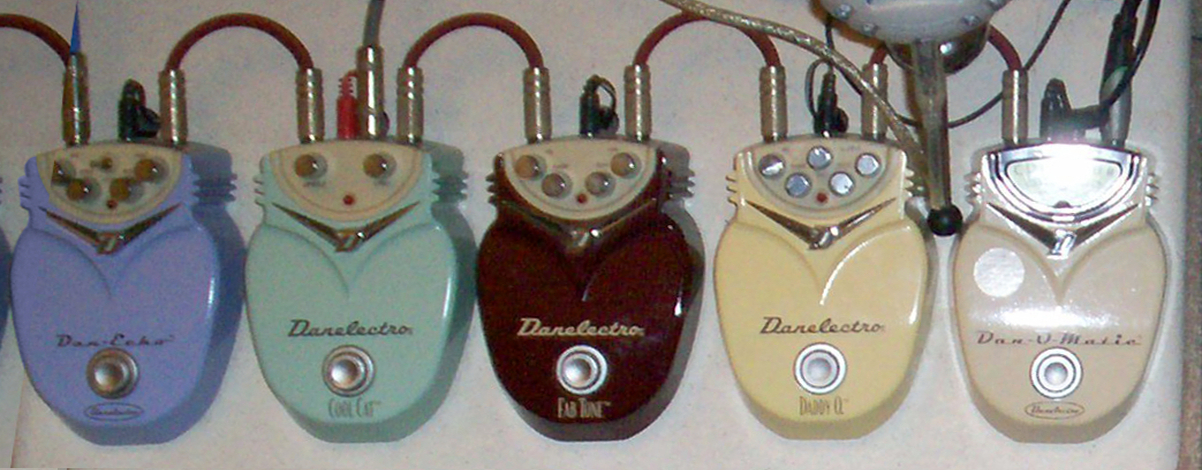
Een aantal effectpedalen uit Danelectro’s eerste pedalenlijn

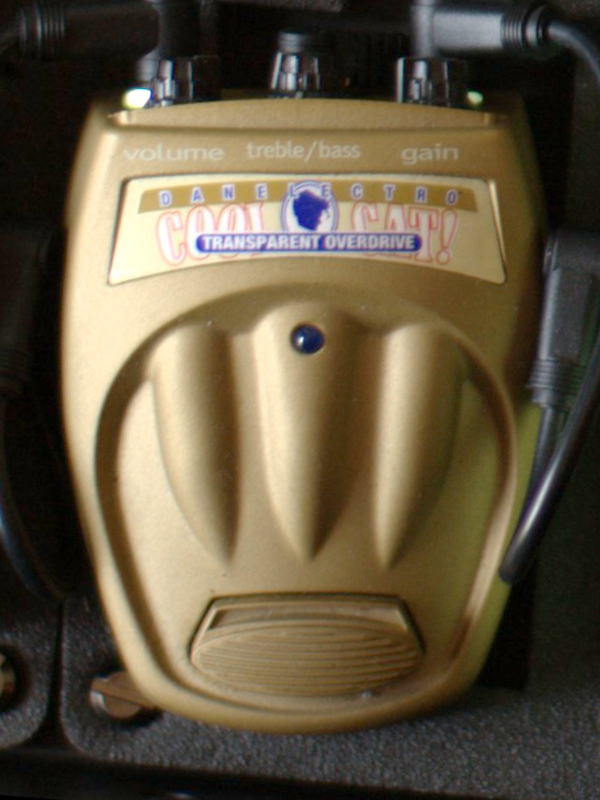
De Cool Cat Transparent Overdrive met het typische uiterlijk van de pedalen uit de FAB-serie

In 1997 Danelectro werd opnieuw gelanceerd door een nieuwe eigenaar die een bestaande merknaam zocht voor de door hem ontwikkelde lijn betaalbare effectpedalen. Deze pedalen in een retro-jaren 50 achtige plastic behuizing werden snel populair. Een jaar later werden ook nieuwe varianten van de oude Danelectro gitaren zoals de  Longhorn en de U2 heruitgebracht. De kwaliteit van deze instrumenten was wel een stuk beter dan van de originelen. Na aanvankelijk succes stopte de productie van gitaren in 2001 weer om in 2006 weer te worden hervat. In 2005 werd de FAB-serie, een in China geproduceerde lijn budget-effectpedalen, geïntroduceerd. Vooral eerste versie van de Cool Cat werd populair maar bleek electronisch gezien een kopie van de Fulltone OCD en werd al gauw vervangen door de Cool Cat v2 om een rechtszaak over patenten te voorkomen. In 2017 werd een lijn nieuwe gitaarmodellen met eigenschappen van bekende gitaren zoals de Stratocaster en de Mosrite uitgebracht waarin wel de typische lipstick-elementen zitten. Daarnaast is er een nieuwe pedalenlijn onder de naam Billionaire uitgebracht die in steviger metalen, maar eveneens retro-ogende behuizingen zitten.
Danelectro-gitaren worden sinds eind jaren 90 vooral in de alternatieve pop/rock en americana gebruikt en zijn geliefd om hun typische “glazige” en “twangy” klank.

## Trivia
In de jaren 80 bespeelde Stevie Ray Vaughan een gitaar van de hand van Charley Wirz met kenmerken van een Stratocaster. Op deze gitaar, genaamd Charley waren drie Danelectro lipstick elementen geplaatst.

## Gitaristen
- Elvis Presley
- Elvis Costello
- Eric Clapton
- Jimi Hendrix
- Jimmy Page van Led Zeppelin speelde op een 59-DC.
- Tom Petersson van Cheap Trick
- Syd Barrett van Pink Floyd
- Pete Townshend van The Who: hij vernielde een Guitarlin op het podium.
- Carla Torgerson van o.a. The Walkabouts
- Fat Mike
- Eels
- Luwten
- DeWolff
- Out Of Skin
- Victoria De Angelis (basgitaar) van Måneskin
- Rinus Gerritsen (basgitaar) van Golden Earring